# Nicolas Fouquet
Nicolas Fouquet (of Foucquet), burggraaf van Melun en Vaux, markies van Belle-Îsle (Parijs, 27 januari 1615 - Pinerolo, 3 april 1680) was een Frans hoog ambtenaar. Hij was surintendant des finances (minister van financiën) onder de Franse koning Lodewijk XIV. In die functie wist hij zich een grote macht en een enorm fortuin te verwerven tot hij op bevel van de koning werd gearresteerd en de rest van zijn leven opgesloten bleef. 

## Biografie
Fouquet stamde uit een van oorsprong burgerlijke (niet-adellijke) familie waarvan de carrière en het fortuin hoofdzakelijk onder kardinaal de Richelieu, minister van Lodewijk XIII, gemaakt werden. Hij sloot een voordelig huwelijk met de schatrijke Louise Fourché de Quéhillac. Fouquet studeerde recht aan de Sorbonne. Dankzij de bescherming van Richelieu en de invloed van zijn vader maakte hij een snelle carrière in de magistratuur.
Toen Fouquet 26 jaar oud was verloor hij zijn vader. Hij was vanaf dat moment hoofd van de familie en kreeg het beheer over een groot fortuin. Hij kocht de adellijke domeinen van Melun en Vaux. Dankzij zijn ambt kon hij de adellijke titel ook effectief voeren. In de Fronde deed hij een goede keuze door de kant van eerste minister kardinaal Mazarin en de koningin-regentes Anna van Oostenrijk, moeder van de minderjarige Lodewijk XIV, te kiezen en hen ook in de moeilijkste tijden te blijven steunen - zij zouden hem dankbaar blijven. Met Mazarins steun, en met de goedkeuring van de regentes kocht hij voor 450.000 livres het uiterst belangrijke ambt van procureur-generaal van het Parlement van Parijs. Dat ambt verleende tevens juridische onschendbaarheid.
Nadat zijn echtgenote Louise in 1642 was overleden, zes maanden na de geboorte van hun dochter Marie, gebruikte Fouquet de status die zijn pas verworven ambt hem verleende om opnieuw een voordelig huwelijk te sluiten. In februari 1651 huwde hij op 36-jarige leeftijd de 15-jarige Marie-Madeleine de Castille-Villemereuil.
Mazarin en de koningin-regentes kwamen als overwinnaars uit de Fronde en stonden hem toe in 1653, bij de dood van de hertog de la Vieuville, surintendant van Financiën te worden. Dit was een ongehoord geval van bevoordeling, want er waren kandidaten te over voor dit ambt, met volmacht over de staatsfinanciën, tevens het brevet van Minister inhoudende, en het recht om in de Hoge Raad zitting te nemen. Het enorme prestige en de macht hadden hun keerzijde: Fouquet moest de koninklijke financiën op orde brengen. Door de recente Dertigjarige Oorlog tegen Spanje verkeerden die in een erbarmelijke toestand. Een normale sanering was niet meer mogelijk en Mazarin verlangde van Fouquet een reeks creatieve kunstgrepen, waarvan hij liever niet wist hoe ze tot stand gebracht werden.

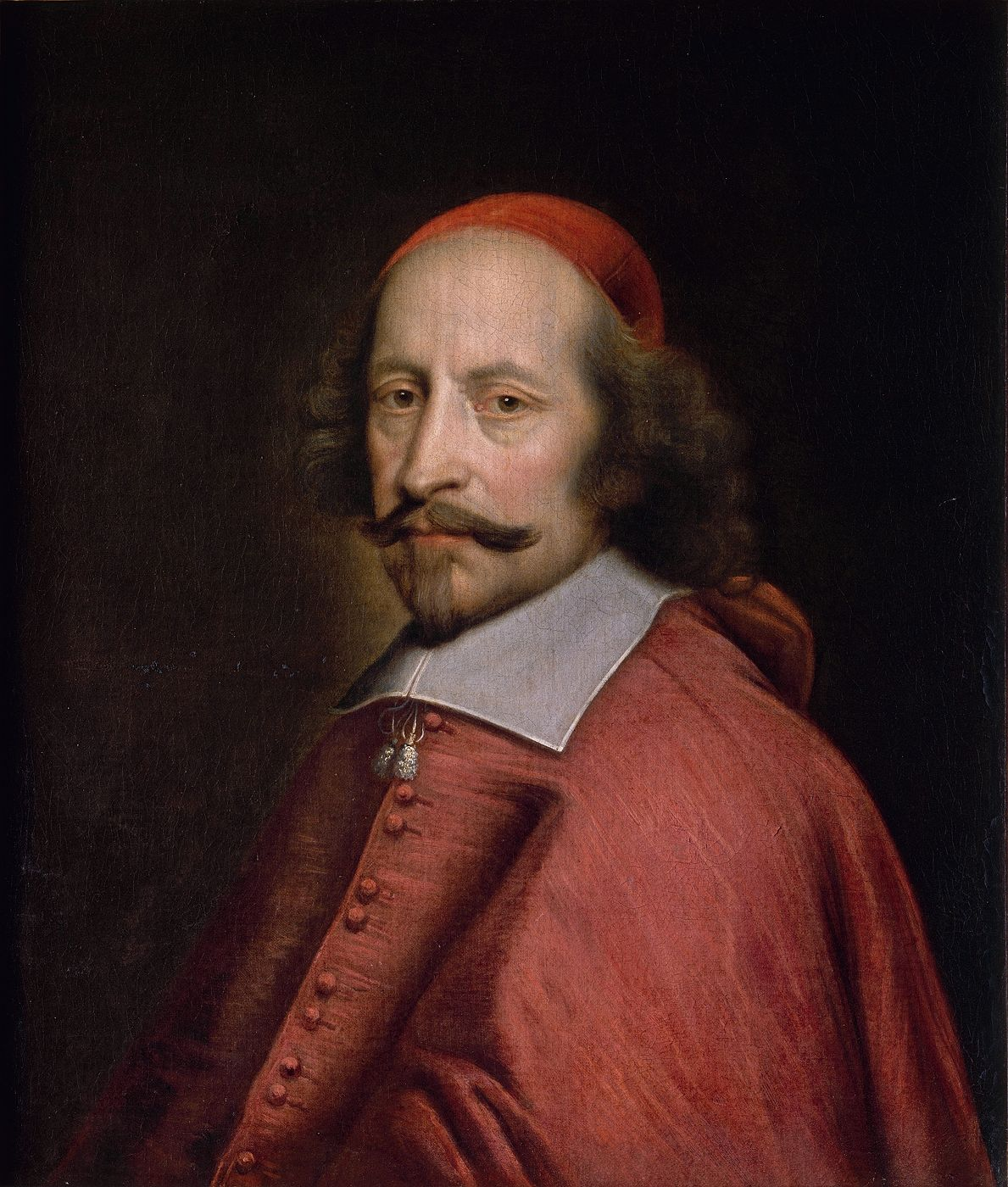
Portret van kardinaal Mazarin door Pierre Mignard

Fouquet was op vele gebieden actief. Hij herwaardeerde het Tourse pond (de rekeneenheid van de staatsschulden) tegen het goud, hetgeen het wantrouwen en de daaruit volgende kredietkrapte oploste en nieuwe leningen mogelijk maakte. Maar hij verkocht ook ambten en rechten. Hij leende van geldschieters tegen hoge rentes. En de staatsuitgaven namen onder Lodewijk XIV niet af. Fouquet moest op den duur zijn eigen fortuin vermengen met de financiën van de Staat. Hij ging zelf geld lenen aan de Staat tegen woekerrentes.
Het beheer werd langzamerhand geknoei, en de collega's van Fouquet zagen de toestand met lede ogen aan. Jean-Baptiste Colbert, die een alternatieve politiek voorstond, en die de details van het geknoei terdege kende, werd zijn grootste vijand. Hij legde een geheim dossier aan tegen Fouquet, waarin hij aantoonde dat de helft van de geïnde belastingen de kroon niet bereikte.

Wapen van Fouquet - Quo non ascendet

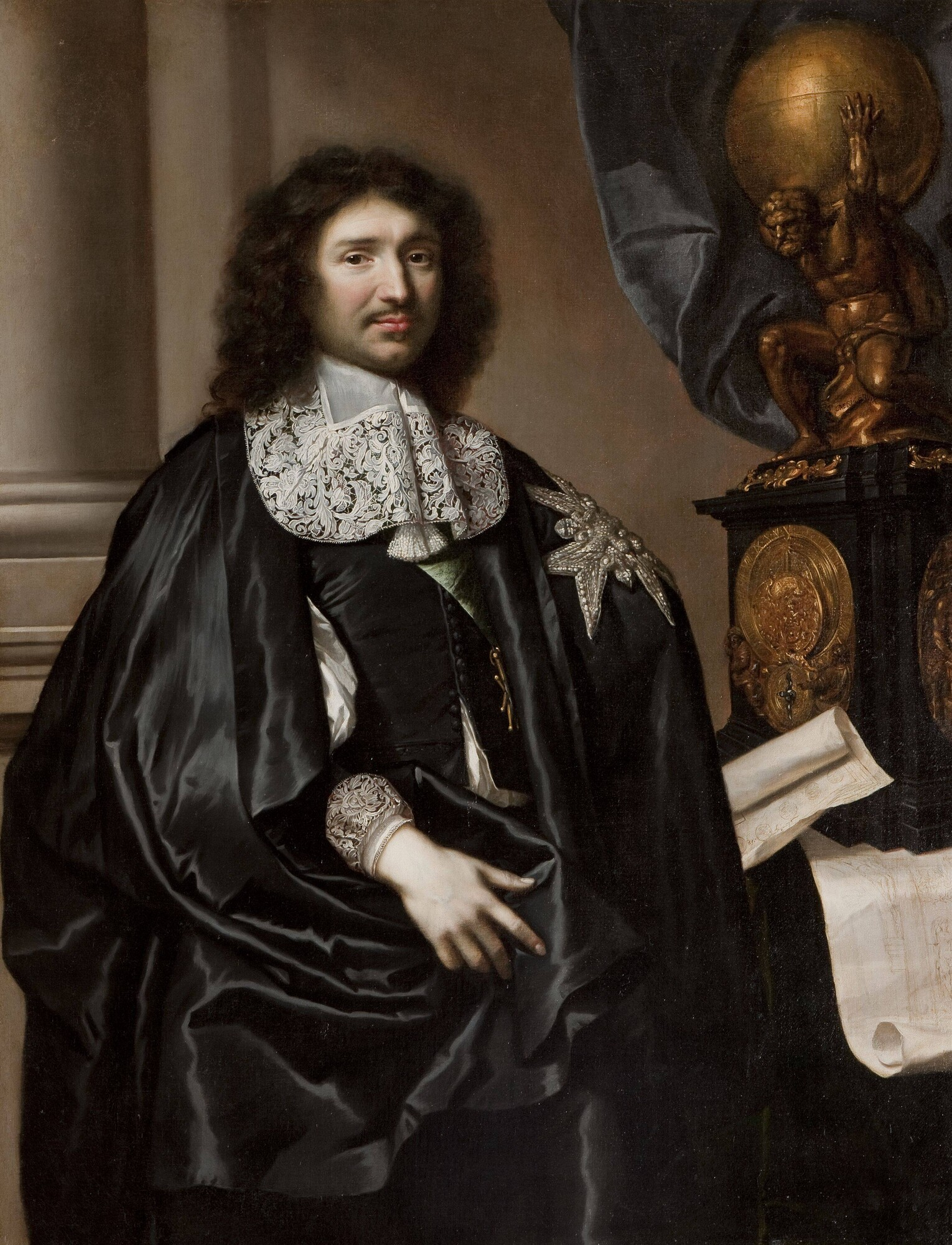
Colbert en grande tenue

Ondertussen rees de ster van Fouquet. Prinsen en hoge adel probeerden bij hem in het gevlij te komen. Hij huwelijkte zijn dochter uit aan de markies van Charost, van oude adel. Colbert ondernam pogingen om hem te laten afzetten, maar niets leek de opmars van Fouquet te kunnen stuiten. Op zijn wapen stond een klimmende eekhoorn (Fouquet is Frans voor 'eekhoorn') met als spreuk "Quo non ascendet" (Tot waar zal hij niet klimmen?).
Bij de dood van Mazarin, in maart 1661, leek de voorspoed van Fouquet een nieuw toppunt te bereiken. Mazarin liet aan de jonge Lodewijk XIV een team na dat bestond uit de ministers Fouquet, de Lionne, le Tellier en raadsheer Colbert. Lionne was bevriend, de twee andere waren Fouquets vijanden.
Als Fouquet meende eerste minister te worden, had hij buiten de waard gerekend: de jonge koning nam het heft zelf in handen en begon te regeren zonder daarbij een nieuwe eerste minister te benoemen. Hij nam Colbert in vertrouwen. In mei 1661 besliste de koning in geheim overleg met Colbert dat Fouquet afgezet moest worden en via een vernederend proces veroordeeld. De vraag was, hoe dit moest gebeuren. Fouquet was als Procureur-Generaal juridisch onschendbaar, en beschikte over middelen om zich aan een arrestatie te onttrekken (hij had vele vrienden en spionnen, bezat een fort op zijn eiland Belle-Île en een vloot schepen die hem desgewenst naar Amerika konden voeren). Er werd een list bedacht. Colbert vroeg Fouquet zijn ambt van Procureur te verkopen en het geld aan de koning te schenken, die hem daarvoor dankbaar zou zijn. Om de politieke steun van Fouquet bij de koningin-moeder te breken werd de hertogin van Chevreuse ingezet, die middels roddel en intrige haar doel bereikte.
Als Fouquet al op de hoogte is geweest van de ontwikkelingen (hij had een uitgebreid netwerk van spionnen en bewoog zich door zijn tweede huwelijk in invloedrijke kringen) dan besefte hij niet wat het belang was. Hij verkocht zijn ambt, hopend dat de koning dit gebaar zou appreciëren. Op 17 augustus 1661 hield hij nog een groot openingsfeest van zijn nieuwe kasteel van Vaux-le-Vicomte. Op 5 september verplaatsten de koning en zijn ministers zich naar Nantes, vergezeld van een leger musketiers. Ver van Fouquets vrienden en invloedssfeer sloeg de koning toe in een goed voorbereide actie: de luitenant der musketiers D'Artagnan arresteerde Fouquet op verdenking van malversaties, en hij werd op 7 september vastgezet op het kasteel van Angers. Tegelijk werden in al zijn residenties huiszoekingen verricht en alle dossiers en correspondentie in beslag genomen. De koning was later geschokt toen hij de verslagen van de inbeslaggenomen stukken las, brieven met het gekuip en gebedel van het hof bij Fouquet, schuldbekentenissen, de corruptie, en ook de spionage waarvan zelfs de koning het mikpunt was geweest. Sommige zaken werden op bevel van de koning in de doofpot gestopt, andere niet (zie bijvoorbeeld Atto Melani). In ieder geval werden vele bezwarende documenten die hovelingen in opspraak brachten vernietigd.
Er volgde een drie jaar durend proces, waarin sommige rechtsvormen met de voeten getreden werden. Het dossier was complex, de aanklacht vaag, en men kon niet duidelijk maken of Fouquet zijn rijkdom gestolen dan wel geleend had. Fouquet, die de sympathie had van het publiek, werd uiteindelijk veroordeeld tot verbanning, en al zijn bezittingen werden verbeurd verklaard. De straf werd door de in het proces teleurgestelde koning verzwaard tot levenslange opsluiting. Onrechtvaardig, volgens de publieke opinie - maar Lodewijk had alle brieven van Fouquet gelezen, en kende feiten die hij niet aan het licht wilde brengen. De oud-minister zou in ballingschap te gevaarlijk zijn geweest voor de koning.

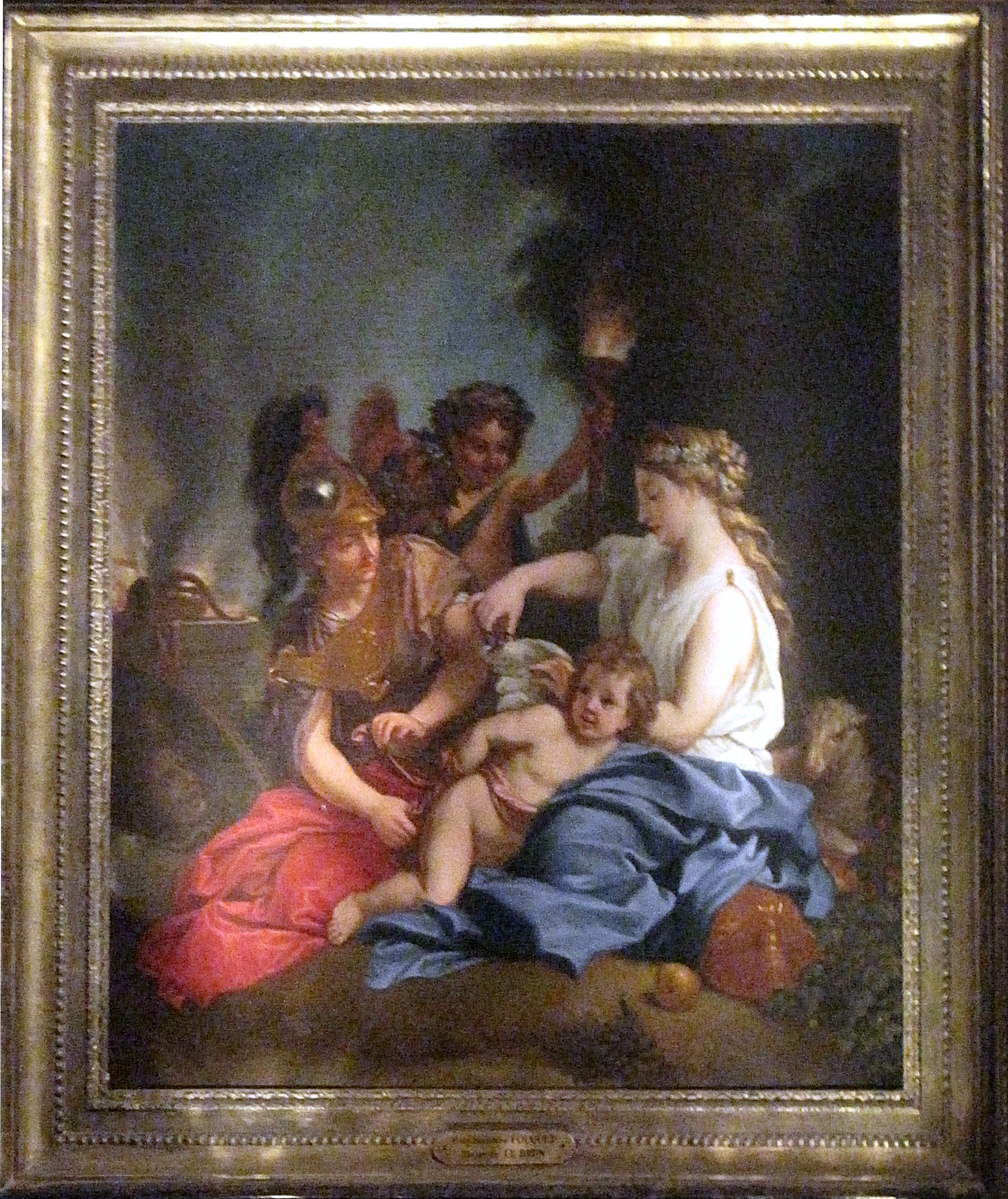
Oude replica van het allegorische portret van Marie-Madeleine de Castille (Mevrouw Fouquet)

Met Fouquet verdween de laatste minister met almacht over de staatsfinanciën. De functie van surintendant werd opgeheven. Een raad van Financiën werd ingesteld. Colbert erfde een deel van Fouquets macht: hij werd inspecteur en later controleur-generaal van Financiën.
In het kielzog van het proces tegen Fouquet werden een zestigtal kleinere processen begonnen. Verschillende ondergeschikten van Fouquet namen de wijk naar Engeland, zoals zijn belangrijkste bediende François Vatel en de in zijn dienst zeer rijk geworden Gourville, die het gezin van Fouquet tijdens het proces financieel ondersteunde. De kliek van fermiers en traitants (privé-belastinggaarders die een deel van de belastingen in eigen naam mochten innen, in ruil voor een vaste som aan de overheid, en crediteuren van de staatsschuld) rond Fouquet moest zich verantwoorden. Paniek zaaiend met het spookbeeld van de opsluiting van Fouquet slaagde de justitie, gestuurd door Colbert, erin een vergelijk af te dwingen: in ruil voor een individueel vastgestelde belasting en een annulering van vorderingen werden ze vrijgesteld van vervolging. Dit leverde zo'n 100 miljoen livres voor de schatkist op, plus een annulering van schulden - een soort 'gericht faillissement'. Mogelijk was de zware straf van Fouquet een bewust manoeuvre om de fermiers en traitants angst aan te jagen.
Fouquet zelf werd kort na zijn veroordeling, eind 1664, overgebracht naar de citadel van Pinerolo (Pignerol in het Frans), een stad in de Piëmontese Alpen, die het grootste deel van de 17e eeuw in Franse handen was. De musketier Saint-Mars was speciaal tot gouverneur van de citadel benoemd om hem te bewaken. Hoewel hij in vrij comfortabele omstandigheden leefde, moest hij voortdurend op een kamer van de donjon blijven. Het was hem niet toegestaan te schrijven.
Pas in 1677 werd zijn regime enigszins verzacht en vanaf 1679 mocht hij zich relatief vrij in de donjon bewegen en bezoek ontvangen. Zijn kinderen mochten zelfs in de vesting logeren. Dit gebeurde door toedoen van minister Louvois, die mogelijk streefde naar een rehabilitatie van de gevangene.
Uiteindelijk overleed Fouquet in gevangenschap, op 3 april 1680, terwijl zijn zoon bij hem was. Over de omstandigheden van zijn dood bestaan nogal wat onbewezen speculaties. Zo werd gesuggereerd dat hij zou zijn vergiftigd. Onder andere Fouquets schoondochter beweerde dat Fouquet in werkelijkheid werd vrijgelaten en pas later is overleden in Chalon-sur-Saône.

## Verband met het ijzeren masker
Er is meermalen een verband gelegd tussen het lot van Fouquet en dat van de geheimzinnige Man met het ijzeren masker. Saint-Mars zou nog 25 jaar na Fouquets dood het bevel voeren over verscheidene vestingen, waarbij hij steeds een gevangene onder zijn hoede had, die (althans later) een masker droeg. Deze onbekende is later geïdentificeerd als Eustache Danger (of Dauger), een lijfknecht die sinds 1669 in Pinerolo was opgesloten. Danger fungeerde daar als bediende van Fouquet, nadat een van diens eigen bedienden gestorven was (gevangenen van stand mochten in de gevangenis hun eigen personeel hebben), maar hij mocht met niemand anders dan Fouquet contact hebben.
Kort voor Fouquets overlijden ontdekte Saint-Mars dat er een verborgen opening bestond tussen diens kamer en die van een andere gevangene van aanzien, de graaf van Lauzun. Lauzun, die was opgesloten voor het beledigen van Madame de Montespan, de maîtresse van Lodewijk XIV, zou daardoor jarenlang contact hebben gehad met Fouquet en met Danger. Meteen werd de bewegingsvrijheid van Fouquet weer beperkt en Danger werd in een geïsoleerde kerker opgesloten. Dit voorval lijkt Fouquets dood te hebben versneld. Of dit alles een rol heeft gespeeld in het latere lot van Danger, is onduidelijk.
Dat Fouquet zelf de gemaskerde gevangene zou zijn geweest, is een van de vele, totaal onbewezen hypothesen, die over het ijzeren masker bestaan.
Helemaal gefingeerd zijn de gebeurtenissen rond Fouquet in de roman De Vicomte van Bragelonne van Alexandre Dumas: door een complot wordt Lodewijk XIV tijdens het befaamde feest op het kasteel van Vaux ontvoerd en vervangen door een tweelingbroer, die helemaal op hem lijkt. Het complot heeft onder meer tot doel de val van Fouquet te beletten, maar als Fouquet ontdekt wat de koning op zijn kasteel overkomen is, zorgt hij er meteen voor dat de echte Lodewijk XIV bevrijd wordt en in zijn macht hersteld, hoewel dit zijn eigen arrestatie niet zal beletten. De tweelingbroer wordt voor de rest van zijn leven opgesloten, met een ijzeren masker voor zijn gelaat, om zijn gelijkenis met de echte koning te verbergen. Dit fictieve verhaal berust nergens op, maar is meermalen verfilmd.

## Legendes
- Fouquets wapenspreuk was "Quo non ascendet" (tot waar zal hij (de eekhoorn) niet klimmen?). De Abbé François-Timoléon de Choisy wijdde vele pagina's aan de details van de val van Fouquet (in zijn Mémoires pour servir à l'histoire de Louis XIV), maar gaf de spreuk verkeerd weer als "Quo non ascendam": tot waar zal ik niet klimmen? De foute versie is hardnekkig haar eigen leven gaan leiden.
- Men vertelt dat Lodewijk XIV, die zelf nog geen Versailles had gebouwd, in jaloezie ontstak nadat hij de pracht en praal van het nieuwe Kasteel van Vaux-le-Vicomte en het openingsfeest in augustus 1661 had bijgewoond, en dat hij meteen Fouquet liet arresteren. Dat is een legende. Het lot van Fouquet was al in mei bezegeld door de koning op basis van Colberts dossiers. Op het feest zou Lodewijk (nog steeds volgens Choisy) aan de koningin-moeder gezegd hebben; "Ah, madame, est-ce que nous ne ferons pas rendre gorge à tous ces gens-là": Ach, mevrouw, zullen we die lui dat (geld) niet terug doen ophoesten?.

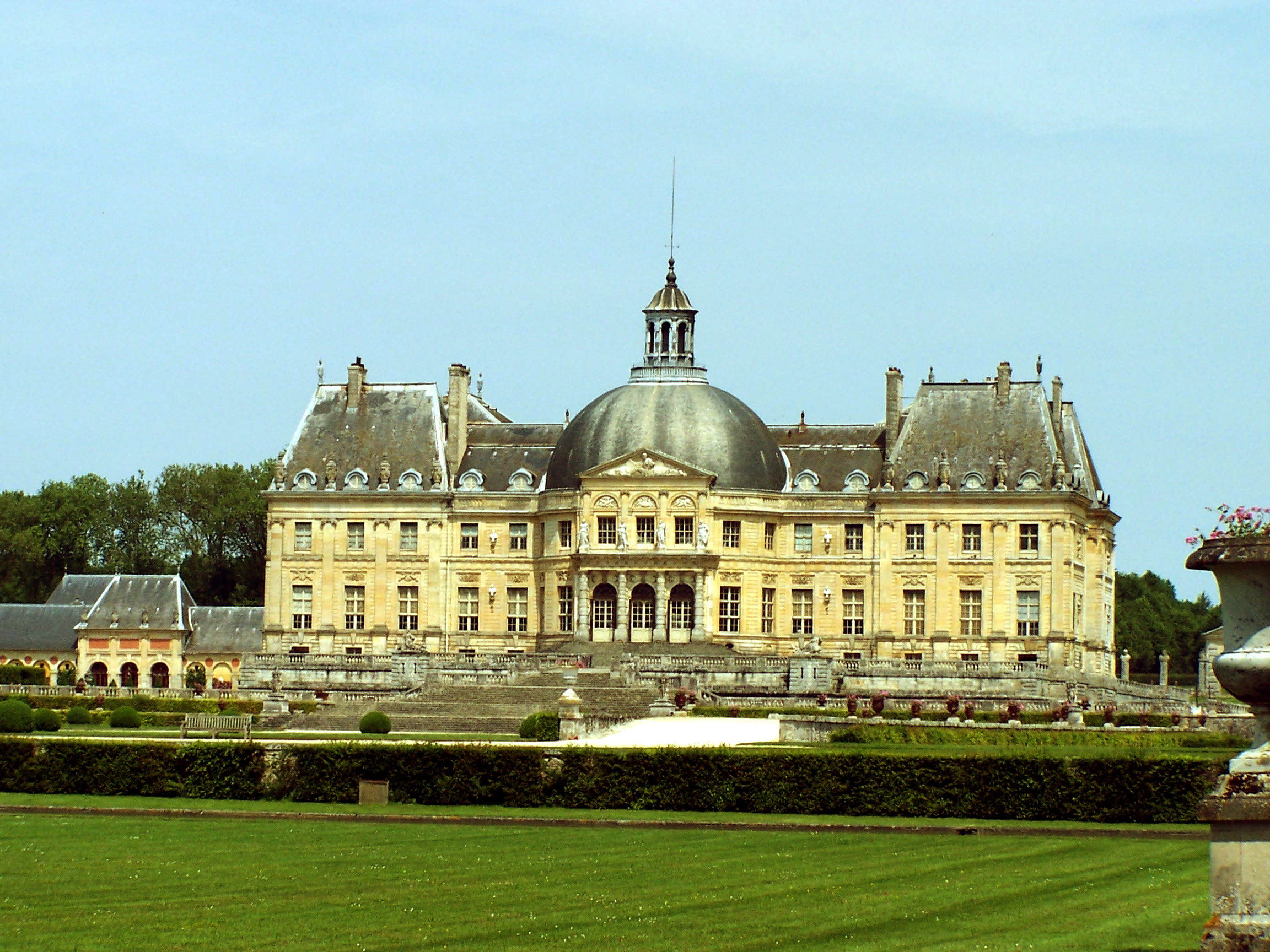
Kasteel van Vaux-le-Vicomte

## Roman
In Imprimatur, een op historische feiten gebaseerde roman van het Italiaanse schrijversduo Rita Monaldi en Francesco Sorti, is Fouquet een van de hoofdpersonages. In het boek overlijdt Fouquet niet in gevangenschap, maar verschijnt hij in de laatste dagen voor zijn dood in Rome, waar hij in herberg De Schildknaap zijn laatste adem uitblaast, tegen de achtergrond van een detectiveverhaal waarin een complot tegen de paus wordt verijdeld, onder meer door Fouquets oude vriend abbé, spion en diplomaat Atto Melani.